# Aeroportul Național Milos
Aeroportul Național Milos (IATA: MLO, ICAO: LGML) este un aeroport din Milos Municipality⁠(d), Milos Regional Unit⁠(d), Egeea de Sud, Administrația descentralizată a Mării Egee⁠⁠(d), Grecia ce deservește zona Insula Milos. Aeroportul a fost tranzitat în 2022 de 86.191 de pasageri. A fost deschis în 17 ianuarie 1973 și numit după zona deservită.
Situat la o altitudine de 3 m, aeroportul dispune de o singură pistă. Este operat de Hellenic Civil Aviation Authority⁠(d).